# Exodus (album de Prince)
Pour les articles homonymes, voir Exodus.
Albums de New Power Generation
Gold Nigga
(1993) Newpower Soul
(1998)
Exodus est un album de NPG, acronyme de New Power Generation, la formation musicale de Prince, édité le 27 mars 1995, sur NPG Records, le label de l'artiste, et distribué par la société allemande Edel. La vedette y partage le chant principal avec le bassiste Sonny Thompson.

## Contexte
Prince est un conflit avec la compagnie Warner Bros., à qui il conteste les termes du contrat qui les lie depuis 1992. Afin de marquer son désaccord, il abandonne son nom de scène l'année suivante au profit de l'imprononçable pictogramme « Love Symbol ». En parallèle, il vend à l'entrée de ses concerts, dans ses boutiques personnelles et par correspondance, un album inédit attribué à son groupe NPG, Gold Nigga.
En 1994, il publie de manière indépendante The Most Beautiful Girl in the World, une chanson dont le succès échappe également à son employeur. Pour Exodus, il brouille encore davantage les pistes, en utilisant à nouveau le nom de son orchestre et, dans les notes de livret, le pseudonyme personnel de « Tora Tora ». Il fait enfin appel à une entreprise allemande, Edel, pour distribuer le disque, qui ne sort pas aux États-Unis.

## Contenu
Il s'agit de l'un des disques les plus funk de l'artiste, dont la pochette et les ambiances musicales évoquent l'univers de George Clinton. Il laisse la part belle aux musiciens d'accompagnement, en particulier le bassiste Sonny Thompson, dont la voix s'entend davantage que celle de Prince. Le contenu est émaillé d'interludes parlées (segues) et de sketches, qui sont plus nombreux que les chansons.

## Liste des titres
En gras apparaissent les plages musicales.
| No  | Titre              | Durée |
| --- | ------------------ | ----- |
| 1.  | NPG Operator Intro | 0:35  |
| 2.  | Get Wild           | 4:32  |
| 3.  | segue              | 0:38  |
| 4.  | DJ Gets Jumped     | 0:22  |
| 5.  | New Power Soul     | 4:10  |
| 6.  | DJ Seduces Sonny   | 0:38  |
| 7.  | segue              | 0:43  |
| 8.  | Count the Days     | 3:24  |
| 9.  | The Good Life      | 5:48  |
| 10. | Cherry, Cherry     | 4:45  |
| 11. | segue              | 0:18  |

| No  | Titre                    | Durée |
| --- | ------------------------ | ----- |
| 12. | Return of the Bump Squad | 7:20  |
| 13. | Mashed Potato Girl Intro | 0:21  |
| 14. | segue                    | 3:00  |
| 15. | Big Fun                  | 7:26  |
| 16. | New Power Day            | 3:49  |
| 17. | segue                    | 0:14  |
| 18. | Hallucination Rain       | 5:49  |
| 19. | NPG Bum Rush the Ship    | 1:40  |
| 20. | The Exodus Has Begun     | 10:06 |
| 21. | Outro                    | 0:37  |

## Personnel
- Sonny Thompson : chant, basse.
- Prince dit « Tora Tora » : instruments, chant.
- Tommy Barbarella, Morris Hayes : claviers, chant.
- Michael Bland : batterie, chant.
- Denis Boder : violon électrique.
- Brian Gallagher, Kathy Jensen, Eric Leeds : saxophone.
- Mayte Garcia, Rain Ivana, Kimm James, Levi Seacer Jr., The Steeles (groupe) : chant, voix.
- Dave Jensen, Steve Strand : trompette.
- Michael B. Nelson : trombone.
- Mike "Rev" Scott : guitare.

## Classements hebdomadaires
| Classement (1995)             | Meilleure place |
| ----------------------------- | --------------- |
| Belgique (Flandre Ultratop)   | 27              |
| Pays-Bas (Mega Album Top 100) | 31              |
| Royaume-Uni (UK Albums Chart) | 11              |
| Royaume-Uni (R&B Albums)      | 1               |
| Suisse (Schweizer Hitparade)  | 34              |